# Cui bono
„Cui bono?“ (на латински: „Cui bono?“, в превод: „В чия полза?“) e въпрос, с който се изказва становището, че съмнението при едно престъпление пада по-скоро върху този, който има най-много полза от това.
Римският оратор и държавник Цицерон използва пръв този въпрос при защитната му реч Pro Roscio Amerino при процеса на Секст Росций от Америно през 80 пр.н.е. Тогава 27-годишният Цицерон казва, че тази мисъл е взел от консула от 127 пр.н.е. Луций Касий Лонгин Равила:
L. Cassius ille quem populus Romanus verissimum et sapientissimum iudicem putabat identidem in causis quaerere solebat 'cui bono' fuisset.'
Известният Луций Касий, когото римляните считат за много честен и мъдър съдия, има навика да пита отново и отново „В полза на кого?“